# Samuel Groth

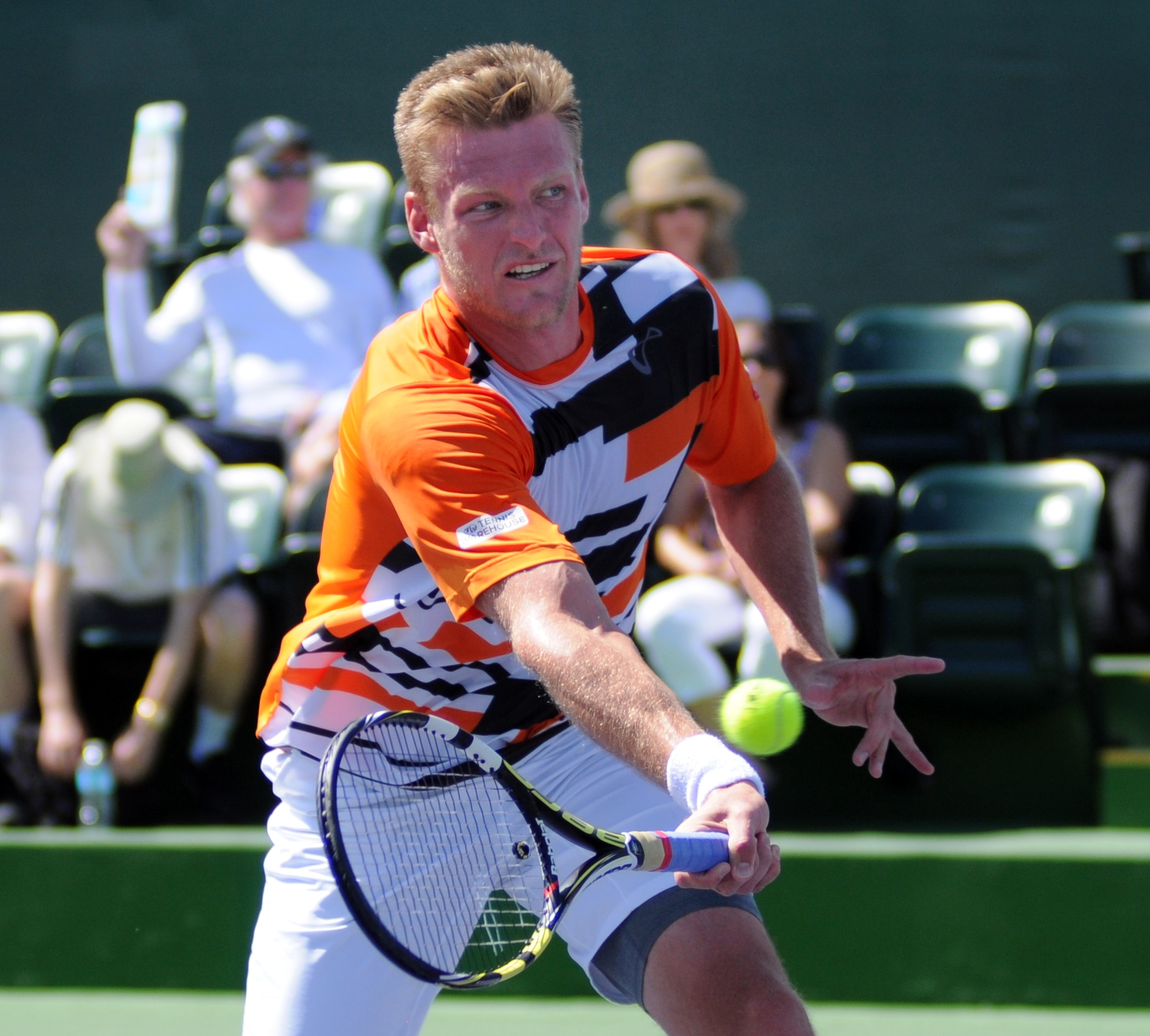
Volej na Indian Wells Masters

Samuel „Sam“ Groth (* 19. října 1987 Narrandera) je australský profesionální tenista, hrající především deblové soutěže. Ve své dosavadní kariéře vyhrál na okruhu ATP World Tour dva turnaje ve čtyřhře. Na challengerech ATP a okruhu ITF získal do září  2015 deset titulů ve dvouhře a dvacet šest ve čtyřhře. Od května 2012 drží rekord nejrychlejšího podání v mužském tenisu, když mu byla na pusanském challengeru naměřena hodnota 263,4 km/h.
Na žebříčku ATP byl ve dvouhře nejvýše klasifikován v srpnu 2015 na 53. místě a ve čtyřhře pak v únoru téhož roku na 24. místě. Trénuje ho Ben Mathias.
Na nejvyšší grandslamové úrovni se nejdále probojoval do semifinále mužské čtyřhry French Open 2014, v němž po boku kazašského hráče Andreje Golubjeva nestačili na pozdější vítězný pár Francouzů Juliena Benneteaua a Édouarda Rogera-Vasselina ve třech setech.
V australském daviscupovém týmu debutoval v roce 2014 baráží Světové skupiny proti Uzbekistánu, v níž za rozhodnutého stavu vyhrál čtvrtý singl nad Temurem Ismajlovem. Australané se udrželi v elitní skupině po výhře 5:0 na zápasy. Do roku 2015 v soutěži nastoupil k jedinému mezistátním utkáním s bilancí 1–0 ve dvouhře a 0–0 ve čtyřhře.

## Tenisová kariéra
Ve wimbledonské juniorce 2005 si zahrál v páru s Britem Andrewem Kennaughem finále čtyřhry chlapců, z něhož odešli poraženi dvojicí Jesse Levine a Michael Shabaz po setech 4–6 a 1–6.
V sezóně 2007 si připsal vítězství nad krajanem Markem Philippoussisem. Na pusanském challengeru ATP zahrál v květnu 2012 nejrychlejší podání v mužském tenisu, když mu byla naměřena hodnota 263,4 km/h. Jednalo se o eso v zápase proti Bělorusovi Uladzimiru Ignatikovi, které prohrál 4–6 a 3–6.

### 2014
V roce 2014 obdržel divokou kartu do hlavní soutěže lednového Brisbane International, na němž se poprvé v kariéře probojoval do čtvrtfinále události ATP Tour. Následoval další start na divokou kartu na Australian Open, kde v úvodním kole nestačil na kanadskou turnajovou dvacet osmičku Vaska Pospisila po třísetovém průběhu. V březnu prošel kvalifikací Indian Wells Masters. Opět skončil v první fázi po těsné prohře od Kazacha Michaila Kukuškina až v tiebreaku třetí rozhodující sady. Premiérovou singlovou trofej z Challenger tour dobyl na březnovém Rimouski Challengeru v Kanadě. O dva týdny později si zahrál finále na León Challengeru, kde byl nad jeho síly nejvýše nasazený Izraelec Rajeev Ram. Bodový zisk jej po turnaji posunul na kariérní maxim, když figuroval na 136. příčce klasifikace.
V mužské čtyřhře French Open hrál po boku kazašského hráče Andreje Golubjeva. Na cestě do semifinále zdolali čtvrté nasazené Španěly Davida Marrera s Fernandem Verdascem a ve čtvrtfinále si poradili s polsko-švédskými turnajovými devítkami Łukaszem Kubotem a Robertem Lindstedtem. Mezi poslední čtyřkou dvojic však skončili na raketách pozdějšího vítězného páru Francouzů Juliena Benneteaua a Édouarda Rogera-Vasselina ve třech setech. Po grandslamu se v deblovém žebříčku posunul na kariérní maximum, 41. místo.
Ve Wimbledonu postoupil po třech výhrách z kvalifikace, ovšem v prvním kole hlavní soutěže jej vyřadil Ukrajinec Alexandr Dolgopolov bez ztráty setu. Na červencovém Hall of Fame Tennis Championships poprvé prošel do semifinále dvouhry, když přehrál obhájce titulu Nicolase Mahuta. Mezi poslední čtyřkou však nenašel recept na chorvatskou turnajovou dvojku Iva Karloviće. Bodový zisk jej přesto poprvé v kariéře posunul do elitní světové stovky.
V červenci také dosáhl na premiérový titul z okruhu ATP Tour, když ve čtyřhře Claro Open Colombia, hraného na tvrdých dvorcích v Bogotě, vyhráli s krajanem Chrisem Guccionem finále nad kolumbijským párem Nicolás Barrientos a Juan Sebastián Cabal. Po dvou zkrácených hrách úvodních sad rozhodl o vítězích až supertiebreak poměrem míčů [11–9].
V srpnu dosáhl debutového vítězsného zápasu v hlavní soutěži dvouhry grandslamu, když na úvod US Open přešel přes Španěla Alberta Ramose-Viñolase výsledkem 6–3, 7–6 a 6–3. Ve druhém kole však dohrál prohrou od favorizované světové dvojky Rogera Federera poměrem 4–6, 4–6 a 4–6.

## Soukromý život
Narodil se roku 1987 v australské obci Narrandera do rodiny Philippa a Melindy Grothových. Má bratra Olivera a sestru Sophii. Tenis začal hrát v deseti letech. Podle vlastního vyjádření preferuje travnatý a tvrdý povrch. Silným úderem je podání. Bydlí v Melbourne a mezi turnaji také pobývá ve virginském Richmondu.
Od dubna 2009 do roku 2011 byl ženatý s australskou profesionální tenistkou Jarmilou Gajdošovou, která do sňatku reprezentovala rodné Slovensko. Během manželství hráčka užívala jméno s manželovým příjmením Jarmila Grothová.
Od roku 2011 byl během doby, v níž se nevěnoval tenisu, členem rezervního týmu Vermont Football Club, družstva hrajícího australský fotbal.

## Finálové účasti na turnajích ATP World Tour
| Legenda (před/od 2009)                                     |
| D – dvouhra; Č – čtyřhra                                   |
| Grand Slam (0–0)                                           |
| Tennis Masters Cup / ATP World Tour Finals (0–0)           |
| ATP Masters Series / ATP World Tour Masters 1000 (0–0)     |
| ATP International Series Gold / ATP World Tour 500 (0–1 Č) |
| ATP International Series / ATP World Tour 250 (2–2 Č)      |

### Čtyřhra: 5 (2–3)
| Stav      | Č. | Datum             | Turnaj                          | Povrch    | Spoluhráč      | Soupeři ve finále                       | Výsledek                   |
| --------- | -- | ----------------- | ------------------------------- | --------- | -------------- | --------------------------------------- | -------------------------- |
| Vítěz     | 1. | 20. července 2014 | Bogotá, Kolumbie                | tvrdý     | Chris Guccione | Nicolás Barrientos Juan Sebastián Cabal | 7–6(7–5), 6–7(3–7), [11–9] |
| Finalista | 1. | 3. srpna 2014     | Washington, D.C., Spojené státy | tvrdý     | Leander Paes   | Jean-Julien Rojer Horia Tecău           | 5–7, 4–6                   |
| Finalista | 2. | 27. září 2014     | Šen-čen, ČLR                    | tvrdý     | Chris Guccione | Jean-Julien Rojer Horia Tecău           | 4–6, 6–7(4–7)              |
| Finalista | 4. | 19. října 2014    | Moskva, Rusko                   | tvrdý (h) | Chris Guccione | František Čermák Jiří Veselý            | 6–7(2–7), 5–7              |
| Vítěz     | 2. | 16. července 2016 | Newport, Spojené státy          | tráva     | Chris Guccione | Jonathan Marray Adil Shamasdin          | 6–4, 6–3                   |

## Tituly na challengerech ATP a okruhu Futures
| Legenda                 |
| ----------------------- |
| Challengery (4 D; 15 Č) |
| Futures (7 D; 11 Č)     |

### Dvouhra (10)
| Č.  | Datum            | Turnaj                     | Povrch | Soupeř ve finále   | Výsledek                |
| --- | ---------------- | -------------------------- | ------ | ------------------ | ----------------------- |
| 1.  | 5. dubna 2009    | Mobile, Spojené státy      | tvrdý  | Jesse Witten       | 6–2, 3–0 ret            |
| 2.  | 3. října 2010    | Antalya, Turecko           | tvrdý  | Radu Albot         | 6–3, 6–1                |
| 3.  | 10. října 2010   | Antalya, Turecko           | tvrdý  | Artěm Smirnov      | 6–4, 6–2                |
| 4.  | 5. prosince 2010 | Bendigo, Austrálie         | tvrdý  | Benjamin Mitchell  | 7–6(9–7), 6–4           |
| 5.  | 25. března 2012  | Ipswich, Austrálie         | antuka | Jason Kubler       | 5–7, 6–3, 6–2           |
| 6.  | 20. května 2012  | Tegu, Jižní Korea          | tvrdý  | Frederik Nielsen   | 6–7, 6–4, 6–1           |
| 7.  | 24. února 2013   | Mildura, Austrálie         | tráva  | James Lemke        | 6–1, 6–4                |
| 8.  | 24. března 2014  | Rimouski, Kanada           | tvrdý  | Ante Pavić         | 7–6(7–3), 6–2           |
| 9.  | 3. května 2015   | Santaizi, Tchaj-wan        | tvrdý  | Konstantin Kravčuk | 6–7(5–7), 6–4, 7–6(7–3) |
| 10. | 1. června 2015   | Manchester, Velká Británie | tráva  | Luke Saville       | 7–5 6–1                 |
| 11. | 23. října 2016   | Las Vegas, Spojené státy   | tvrdý  | Santiago Giraldo   | 6–7(4–7), 6–4, 7–5      |

## Finále na juniorském Grand Slamu

### Čtyřhra: 1 (0–1)
| Stav      | Rok  | Turnaj    | Povrch | Spoluhráč       | Soupeř ve finále            | Výsledek |
| --------- | ---- | --------- | ------ | --------------- | --------------------------- | -------- |
| Finalista | 2005 | Wimbledon | tráva  | Andrew Kennaugh | Jesse Levine Michael Shabaz | 4–6, 1–6 |